# 李劼 (1955年)
李劼（1955年8月10日—），本名陆伟民，男，上海人，中国当代思想文化学者、作家、文艺评论家。毕业于华东师范大学中文系，并在该系执教十余年，后旅居美国纽约。

## 名字
原名陆伟民，笔名的“李”取自母姓，“李劼”谐音同“历劫”。

## 生平

### 早年经历
李劼老家位于今上海市浦东。1955年8月10日，李劼出生于上海浦西一户普通的工人家庭，成长于普陀区一处工人新村（今已拆除）。小学尚未毕业时，遭遇文化大革命，被剥夺受教育权利。因毛泽东发动上山下乡运动，1973年赴崇明岛的农场插队，成为知青。这段经历，后被写入知青小说《被遗忘的岁月》（台湾书名为《毛时代》）。

### 华师生涯
高考恢复后，1978年考入上海师范大学中文系，1984年考入华东师范大学，开始攻读文学硕士，导师为钱谷融。1987年硕士毕业，留校任教。80年代中，李劼在国内外重要报刊上发表大量文艺评论和文学作品，推波助澜当时的先锋文学思潮。诸如《论文学形式的本体意味》，《论中国当代新潮小说》，《中国现代文学史1917――1984论略》等文章，均成为现、当代中国文学研究的经典。同时出版了专著《文学是人学新论》和文学评论集《个性·自我·创造》，影响卓著。
80年代末开始在《百家》杂志上发表一系列文化批判文章，其中三万多字长文《论毛泽东现象》，轰动一时，并于1991年遭受官方报纸《解放日报》、《光明日报》、《文学报》整版批判。
1989年投身上海“六四”学潮，同年9月6日被捕，关押于上海市第一看守所。身陷囹圄期间，曾阅读《红楼梦》与海德格尔《存在与时间》，从而获得日后创作灵感。1990年出狱返校，又被下放至资料室劳动。至1992年秋，重新执教。
1990年代前中期，转入思想文化研究，率先提出并身体力行于当代人文精神的重建。1998年出版五卷本《李劼思想文化文集》，其中包括《论〈红楼梦〉》，《论从曾国藩到毛泽东的中国晚近历史》，《二十世纪西方文化风景》，《论毛泽东现象》等内容。
1990年代末，转入小说戏剧创作，先后写作并出版了数部长篇小说，包括以大学校园和“六四”为背景的长篇小说《丽娃河》、《爱似米兰》。

### 旅居美国
1998年，由于被学生和家长举报教学“思想反动”，李劼遭遇停课半年。后于该年前往美国科罗拉多大学访学期间，被华东师大开除，就此旅居美国。后因当局出于维稳考量，禁止其入境，李劼自此未能再归国。
1998年旅居到纽约，于1999年出版政治幻想小说《中南海最后的斗争》。曾担任纽约《明报》编辑，后在百老汇一家戏剧公司任剧本审读，期间写有英文剧本《天安谷》（“The Valley of Heavenly Peace”）。2001年翻译和重新解释老子《道德经》（中译英）。
2001年起，在纽约城市大学贝鲁克学院作为临时雇员，教授中文。2003年至2004年，完成和出版了三部系列性的历史小说，《吴越春秋》、《商周春秋》、《汉末党锢之谜》，其中《吴越春秋》已改拍成《英雄》。这三部历史小说承继《红楼梦》的文化精神，从根本上颠覆了以往的中国历史图景，开创了中国历史小说古希腊式的悲剧美学风格。同时，又写作了《八十年代中国文学历史备忘》，其中某些章节，曾在网路广为流传，后于2009年在台湾出版。
2005年写作了从对自然的阅读进入东、西方人文历史阐释的《美国阅读》（英文版译名），中文版先后在大陆和台湾出版。在大陆出版时，命名为《脚下的沙漠，天空的鹰》；在台湾出版时，命名为《美国风景》。2006年再度回到长篇小说创作，完成了两部普世系列小说《美丽赌徒》和《悲情色主》。在个人博客上选章发表过 。
此后李劼成为自由撰稿人。2007年，回到一度中断了两年的历史文化著述，继续《中国文化冷风景》一著的写作。此著拟从根本上改写中国思想文化史，最终耗时7年完成，交由台湾允晨文化出版社于2013年出版 ，获2014年台北国际书展书展大奖。
2008年上半年，完成《上海往事》。这部长篇小说集个人、家族、上海和中国的历史为一体，展示出一幅悲怆而生动的二十世纪中国历史文化图景。续篇《星河流转》，依旧以1989年的六四和在美国的旅居生涯为背景，于2009年初完成，并于此年五月在台湾出版。《上海往事》于2010年4月，在台北出版，并荣获《亚洲周刊》评选为“2010年度中文十大好书”。另一部续篇《毛时代》于2012年付梓，从而构成“上海故事三部曲”。
2009年4月至2010年1月16日，完成《枭雄与士林：二十世纪中国政治演变和文化沧桑》一著的写作。此著中的诸多章节，分别发表在个人博客和海内外网站上，其中，上篇已由网刊《中国人权双周刊》连载完毕；《二十世纪中国文化人的精神光谱》一章，由网刊《纵览中国》连载。此著由香港晨钟出版社于2010年4月在港出版，又以《百年风雨》为书名，于2011年1月在台出版。
自1998年至今的纽约旅居期间，李劼还在港台的《明报》、《开放杂志》、《动向》、《当代》和北美的《世界日报》、《当代中国研究》杂志上，以及诸多中文网站上，写作了和发表了大量的时政评论、文化评论和文学评论、电影评论、歌剧戏曲评论文章。曾在《北美世界日报》周刊开设过电影评论专栏，也曾在香港《探索星》电子周刊开设过文化评论专栏。
李劼曾获文学评论奖、短篇小说一等奖，其成果被收入剑桥世界名人录。曾加入中国作家协会，后主动退出。

## 思想倾向

### 西方哲学及思想
李劼认为的西方哲学主脉，是从亚里士多德之于西方思想的奠基开始；其形而上思想被康德推及巅峰，其逻辑学至维特根斯坦走到终点，其诗学由海德格尔转化为对存在的追问。除此以外，都是分支或者衍生。另一方面，李劼认为，黑格尔把一切哲学问题格式化，将理性变成至高无上的绝对精神，与柏拉图的理想国遥相呼应；而在这两者交汇处，产生马克思，他的野心是想成为绝对真理的化身。
在西方文化和思想界，李劼推崇亚里士多德、康德、海德格尔、维特根斯坦、胡塞尔、斯宾格勒等文化诸子，对西方左派抱有负面观感，对德里达、萨伊德及后现代主义等持批判态度。

### 西方绘画
李劼评价的最顶尖画家为梵高和达利；梵高最具诗意，达利最具想象力。毕加索、塞尚、勃洛克、伦勃朗等次之，皆为大家。

### 中国哲学及思想
针对中国传统文化及思想，李劼认同老子、庄子、杨朱、墨子、公孙龙等先秦诸子；在《中国文化冷风景》一书中，称之为“中国的人文光谱”，认为如有中国式的文艺复兴，可以从此处寻根溯源，激活先秦诸子当中非实用的思想：老子式的形而上思辨、庄子式的审美情趣、公孙龙式的纯粹语言逻辑、杨朱式的贵己乃至伯夷叔齐式的向大一统王朝说不。
李劼对周礼、儒家和法家有较多批判，尤其是代表人物如孔子、孟子、荀子、韩非等人。
2014年6月15日，微博网友转发了李劼的《北京文人墨客的皇权意识和中心话语情结》一文，该文批判了一些北京文人的趋炎附势和专制倾向。

### 《红楼梦》
李劼认为，《红楼梦》是在一个虚无飘渺的空间里展开的。这是一个灵、梦、情的三维空间。贾宝玉是虚构的第四维，时间。这第四维依次由泥、石、玉这三种时间形式构成。当年论说《红楼梦》时的基本思路，就是这样的。

## 主要作品

### 学术论著
- 《文学是人学新论》，1987，花城出版社
- 《个性·自我·创造》，1988，浙江文艺出版社
- 《李劼思想文化文集》（全五本）：1998，青海人民出版社

《作为历史哲学和文化命运的二十世纪风景》
《历史文化的全息图像——论〈红楼梦〉》
《中国语言神话和话语英雄——论晚近历史》
《历史描述和阐释的二十世纪中国文学史论》
《我们的文化个性和个性文化——论世纪现象》
- 《给大师定位——20世纪西方文化风景》，1998，云南人民出版社
- 《脚下的沙漠，天空的鹰：一个中国学者的美国解读》，2006，四川人民出版社

（《美国风景》，2007，台湾允晨文化出版社）
- 《中国八十年代文学备忘》，2009，台湾秀威出版社
- 《枭雄与士林：二十世纪中国的政治演变和文化沧桑》，2010，香港晨钟出版社

（《百年风雨》，2011，台湾允晨文化出版社）
- 《中国文化冷风景》，2013，台湾允晨文化出版社
- 《木心论》，2015，广西师范大学出版社
- 《冷月峰影：東西方文藝經典名作縱橫》，2016，台湾允晨文化出版社
- 《唐诗宋词解：诗为心声，词乃情物》，2018，上海三联书店

（《心声与情物》，2017，台湾允晨文化出版社）
- 《历史轮回中的百年中国》，2019，台湾允晨文化出版社
- 《思想没有家，永远在路上》，2020，台湾允晨文化出版社

### 文学作品
- 散文集《风烛沧海》，1988，内蒙古人民出版社
- 长篇小说《丽娃河》，1988，内蒙古人民出版社
- 长篇政治幻想小说《中南海最后的斗争》，1999，纽约明镜出版社
- 长篇小说《爱似米兰》，2001，海南人民出版社
- 历史小说三部曲：

《商周春秋》，2003，作家出版社
《吴越春秋》，2003，北京知识出版社
《汉魏春秋——汉末党锢之谜》，2004， 新世界出版社
- 长篇小说《美丽赌徒》（待出版）
- 长篇小说《悲情色主》（待出版）
- 上海故事三部曲（长篇小说）：

《上海往事》，2010，台湾允晨文化出版社
《星河流转》，2009，台湾允晨文化出版社
《毛时代》(《被遗忘的岁月》)，2012，台湾允晨文化出版社

### 报刊杂志发表文章及作品选目
李劼自1982年到2010年，在中国大陆及海外各种报刊杂志以及网站，发表文章及作品数百篇，累计数百万字。其中较为著名的包括：
- 1987年《上海文学》发表一万多字的《试论文学形式的本体意味》
- 1988年《黄河》杂志发表三万多字的《中国现代文学论略》
- 1988年《钟山》杂志发表四万字的《论中国当代新潮小说》
- 1989年《百家》杂志开设文化专栏，发表包括《论毛泽东现象》(三万多字)在内的文化历史系列论文。
- 2004年美国普林斯顿学社《当代中国研究》发表一万多字《论毛泽东现象的文化心理和历史成因》
- 2005年台北《当代》发表三万字《商周之交与百年激变》
- 2007年台北《当代》发表三万字《历史的祭奠——“六四”十七周年反思》

## 评价
李劼在八十年代的中国文化界享有很高的名声。他写作的大量文学评论，和同时代作家发表的作品几乎同步进行，在客观上推动了八十年代文学创作热潮，提高了一些当时不甚出名的作家的名声，为日后当代文学史的编写奠定了坚实的基础。也因此，李劼与当代众多中国作家、学者基本都彼此相识，如刘再复、史铁生、谢冕、李陀、格非、马原、王朔、残雪、韩东、于坚、廖亦武等。
李劼具有深厚的艺术修养和人文底蕴。早年与程德培、吴亮等以文学批评蜚声遐迩，及后于东西方绘画、音乐、哲学、历史等领域独树一帜，均留有独到见解与点评，见诸于两岸三地出版的著作与博客文集。
曾和刘晓波并称为“南李、北刘”，又和林贤治、余杰并称为“中国思想界的三匹野马”。

### 高尔泰
美学家高尔泰：我有两位非常杰出的朋友……另一位朋友比我年轻，去秋来访，才第一次见面。几句话一说，就有一种接近精神能源的感觉。他的小说森罗万象，把一个家族的历史做成了百年中国骇浪惊湍的全息摄影。写作中的《中国文化冷风景》一书，尚未完成，已足以使我确信,一个和梁启超、王国维、陈寅恪同一量级的学者，正在向我们走来。他也是，没有入教，但信有神。他的理由，更值得深思。

### 胡河清
已故文化批评家胡河清：李劼的“智”主要表现在以下三个方面：一、对于任何一个聪明伶俐、善于见风使舵的能干人，李劼给他的印象肯定是“不识时务”“愚痴至极”之类。但中国的老子早就说过，“大智若愚”，“不笑不足以为道”，所以李劼的“愚”正是他的聪明所在。二、李劼尽管有过种种烦恼、种种严重的不顺心，但他总是基本上睡得着、吃得下，有时还会一个劲地跳舞。东方佛学、道学一言以蔽之曰，是为了“灭烦恼”，因此在这一点上李劼是有了一点“功夫”的。三、李劼尽管没什么机诈权变的城府，有时还天真的要告诉别人自己最终要成“正果”，但他的精神却是完整的、坚强的，也可以说是“孤独的”。

### 丁东
中国社会科学院研究员丁东：他八十年代在华东师大读研究生时，就以青年文学评论家在沪上成名。他原来很可能被训练成学术界的一匹良驹，后来他被逼上梁山，通向教授之路被人为堵塞，他别无选择地成了野马。学院的学者可以是民间思想者，也可以不是，完全看他自己的价值取向。李劼虽然在大学有教职，但他的价值取向却是民间思想者。……他提出了问题，又由于某些原因退出了讨论。我听说过这样一句话：“有时候，提出问题比解决问题更有意义。”我觉得，这同样适用于评价李劼的贡献。

### 康正果
美籍华裔学者康正果：他为人处事，并不精明，更乏世故，在精明世故者的眼中，他肯定显得十足的痴呆。……李劼这个“上海本地人”的自我定位，实已超出城对乡、洋对土那种狭隘的地域性排他观念，而逆向为对它的反动。其反动表现为两个方面：就内向而言，是返回他脚下的土地，返回个体生命的本真状态，返回内心存养他自己的底气。就外向而言，是他那个未能免俗的导师所顺从所迎合的，他不顺从也不迎合，导师不敢做以至不再想做的，他偏要去做，而且定要做得不同凡俗。

### 廖志峰
台湾出版商廖志峰：他的不群，没有刻意造作的张扬，没有因流亡而得名获利，更重要的，在于他的纯真和明净，独一无二的人格特质让我印象深刻，你几乎不能想像在现世还可以见到这样的人。……以创作而言，李劼的上海故事是另一种叙事的声调，有他独特的韵味，一种说不出的，吴侬软语般的呢喃，和出于纯真的浪漫怀想。但他的文化评论，却异常的恢阔雄壮，视野极大，像是隐世的白衣高士站在山顶上的极目远望，像是炼气者的放声长啸，空谷萦回，久久不散。

## 轶事
- 李劼虽然名义上念过中学，但因上山下乡运动，实际上自小学五年级起，义务教育就已中断。后来凭借在农场里坚持自学，得以在恢复高考后考入象牙塔。

- 1984年，李劼在考研笔试时，因构思时间较长，作文只写了一半。当时阅卷教师为钱谷融，于是李劼略加解释。钱谷融读完后，打了90分（满分100），李劼得以顺利录取。后来那篇考场文章被补充完整，收录于《文学是人学新论》一书第二章。

- 《中国八十年代文学备忘》中，本人曾回忆，由于当时的文学评论界，李劼名声极高，寄给他请求点评的书稿很多，可以拿麻袋装。

- 李劼仍在华东师范大学教书时，从不备课，即兴发挥。等到学期末，借学生课堂笔记抄写，略加修改，就是一本书的内容。李劼去国前的大部分著作，基本是这样完成的。